# Championnat de Belgique féminin de basket-ball
 (janvier 2022).
Si vous disposez d'ouvrages ou d'articles de référence ou si vous connaissez des sites web de qualité traitant du thème abordé ici, merci de compléter l'article en donnant les références utiles à sa vérifiabilité et en les liant à la section « Notes et références ».
Le championnat de Belgique féminin de basket-ball, également appelé Top Division Women 1 (TDW1), est le plus haut niveau des compétitions de clubs de basket-ball féminins en Belgique. Il se dispute sous l'égide de la fédération belge.

## Clubs participants
| Club                  | Classement 2024-2025 | Entraîneur         | Ville             |
| --------------------- | -------------------- | ------------------ | ----------------- |
| Castors Braine        | 1                    | Krzysztof Szewczyk | Braine l'Alleud   |
| Kangoeroes Malines    | 2                    | Arvid Diels        | Malines           |
| Basket Namur-Capitale | 3                    | Laurent François   | Namur             |
| Phantoms Boom         | 4                    | Philip Wolk        | Boom              |
| Basket Waregem        | 5                    | Frédéric Claessens | Waregem           |
| Courtrai Spurs        | 6                    | Bruce Minne        | Courtrai          |
| CEP Ladies            | 7                    | Fabien Muylaert    | Charleroi         |
| LDP Donza             | 8                    | Benny Mertens      | Nazareth-La Pinte |
| Jeugd Gentson         | 9                    | Gerrit Driessens   | Gand              |
| Liège Panthers        | 10                   | Pierre Cornia      | Liège             |
| Basket Lummen         | 11                   | Mithun Wijnen      | Lummen            |
| BB Brunehaut          | 12                   | Christophe Rohart  | Brunehaut         |

## Palmarès
La liste suivante présente les équipes championnes de Belgique depuis 1935 :
- 1935 : CAF Schaerbeek
- 1936 : Fémina Liège
- 1937 : Fémina Liège
- 1938 : Fémina Liège
- 1939 : Fémina Liège
- 1940 : Pas de championnat
- 1941 : Pas de championnat
- 1942 : Fémina Liège
- 1943 : Pas de championnat
- 1944 : Pas de championnat
- 1945 : Pas de championnat
- 1946 : Atalante Bruxelles
- 1947 : Atalante Bruxelles
- 1948 : Etoile BC Gent
- 1949 : Atalante Bruxelles
- 1950 : US Anderlecht
- 1951 : Atalante Bruxelles
- 1952 : Atalante Bruxelles
- 1953 : Atalante Bruxelles
- 1954 : Antwerpse BC
- 1955 : Antwerpse BC
- 1956 : Antwerpse BC
- 1957 : Antwerpse BC
- 1958 : Antwerpse BC
- 1959 : Antwerpse BC
- 1960 : Antwerpse BC
- 1961 : Standard de Liège
- 1962 : Standard de Liège
- 1963 : Standard de Liège
- 1964 : Standard de Liège
- 1965 : Etoile Destelbergen
- 1966 : Royal White Woluwe
- 1967 : Standard de Liège
- 1968 : Standard de Liège
- 1969 : Hellas BC
- 1970 : Etoile Destelbergen
- 1971 : BC Le Logis
- 1972 : BC Le Logis
- 1973 : SIM Aalst
- 1974 : Hellas BC
- 1975 : BC Le Logis
- 1976 : Amicale Merelbeke
- 1977 : DBC Aalst
- 1978 : Amicale Merelbeke
- 1979 : Stars Destelbergen
- 1980 : BC Coxyde
- 1981 : BC Coxyde
- 1982 : BC Coxyde
- 1983 : BC Coxyde
- 1984 : BC Coxyde
- 1985 : Charles Quint Bruxelles
- 1986 : Charles Quint Bruxelles
- 1987 : Charles Quint Bruxelles
- 1988 : Charles Quint Bruxelles
- 1989 : Monceau Féminin
- 1990 : Mini Flat Waregem
- 1991 : BCSS Namur
- 1992 : BCSS Namur
- 1993 : BCSS Namur
- 1994 : BCSS Namur
- 1995 : Soubry Courtrai
- 1996 : Soubry Courtrai
- 1997 : BCSS Namur
- 1998 : BCSS Namur
- 1999 : BCSS Namur
- 2000 : BCSS Namur
- 2001 : BCSS Namur
- 2002 : BCSS Namur
- 2003 : Dexia Namur
- 2004 : Dexia Namur
- 2005 : Dexia Namur
- 2006 : Dexia Namur
- 2007 : Dexia Namur
- 2008 : IMC Dames Waregem
- 2009 : Dexia Namur
- 2010 : BBC Wavre-Sainte-Catherine
- 2011 : IMC Dames Waregem
- 2012 : Blue Cats Ypres
- 2013 : BC Namur-Capitale
- 2014 : Castors Braine
- 2015 : Castors Braine
- 2016 : Castors Braine
- 2017 : Castors Braine
- 2018 : Castors Braine
- 2019 : Castors Braine
- 2020 : Castors Braine
- 2021 : BC Namur-Capitale
- 2022 : Kangoeroes Malines[2]
- 2023 : Kangoeroes Malines
- 2024 : Kangoeroes Malines
- 2025 : Castors Braine[3]